# Nikolàievski (Astracan)
|  | Per a altres significats, vegeu «Nikolàievski». |

Nikolàievski (en rus: Николаевский) és un poble (un possiólok) de l'óblast d'Astracan, a Rússia, segons el cens del 2010 tenia 107 habitants.